# Domesticatie van dieren
De domesticatie van dieren is het proces van genetische verandering bij dieren onder invloed van de mens. De domesticatie tot voor de mens bruikbaar vee en trek-, last- of huisdieren kan daarbij bewust of onbewust zijn geweest. Er zijn verschillende mogelijke evolutiepaden die geleid hebben tot domesticatie. Deels hingen deze ook samen met de domesticatie van planten en een sedentaire levenswijze.

## Evolutiepaden
Het inzicht dat gedomesticeerde dieren kenmerken kunnen vertonen zonder dat ze daar op zijn geselecteerd, suggereerde een enkel evolutiepad. In 2011 stelde Jean-Denis Vigne echter een continu model van verandering voor van anthropofilie via commensalisme, beheersing van wilde dieren, beheersing van gevangen dieren, naar extensief fokken, intensief fokken en uiteindelijk huisdieren. Er zijn drie verschillende paden van evolutie: een commensaal pad, een prooi-pad en een gestuurd pad.

### Commensaal pad
Bij het commensale pad werden dieren aangetrokken door elementen in de menselijke omgeving, zoals voedselafval en andere kleinere dieren die hierdoor aangetrokken werden. Dit zal vooral gegolden hebben voor dieren met een kortere vluchtafstand. Dit geldt ook voor synantrope dieren als mensenluizen, kakkerlakken, zilvervisjes, rotsduiven en huismussen. Deze zijn niet gedomesticeerd, maar worden als plaag beschouwd.
Dieren die toenadering zochten, zullen in veel gevallen niet de alfadieren zijn geweest, maar minder dominante en agressieve dieren. Bij dieren die uiteindelijk volgens dit pad gedomesticeerd zijn, is habituatie of gewenning opgetreden. Anders dan bij synantrope dieren zal dit aanvankelijk op zijn minst een commensale verhouding zijn geweest waar de dieren voordeel bij hadden en de mensen in ieder geval geen last ondervonden. Na verloop van tijd zullen enkele dieren die gebruikmaakten van deze nieuwe niche hier steeds meer ingeworteld zijn. Daar waar de genenstroom met wilde soortgenoten beperkt was, zal sympatrische soortvorming zijn opgetreden. Beperking van de genenstroom kan zijn opgetreden door aanpassingen aan de menselijke niche.
De mate van domesticatie via dit pad varieert, zoals de hond die veel verder gedomesticeerd is dan de kat.

### Prooi-pad
Bij het prooi-pad werd er aanvankelijk gejaagd op grotere herbivoren. Deze dieren zullen altijd mensenschuw zijn geweest. Om de jachtopbrengst te garanderen, zal geprobeerd zijn om kuddes te hoeden, waarbij de selectiedruk volgzaamheid zou stimuleren. Dit past meer bij een sedentaire levenswijze waarbij planten worden gecultiveerd in een breedspectrum-bestaan. Rond zo'n 10.500 jaar geleden (jg) werd zo in de vruchtbare sikkel begonnen met het ruimen van jonge mannetjes bij schapen, geiten, varkens en runderen, terwijl vrouwtjes pas geslacht werden na hun piek van reproductieve jaren. Dit werd voorafgegaan aan overbejaging die een andere benadering noodzakelijk maakte, met het hoeden van kuddes tot gevolg. Zo liep het pad van de jacht op wild via beheersing van wild naar kuddes hoeden en kuddes houden naar veeteelt.
Zo was ook dit domesticatiepad geen bewuste sturing, maar een reactie op teruglopende opbrengsten, waarna met de nieuwe benadering met zijn meeropbrengst het ratchet effect of pal-effect optrad, waarbij niet zonder grote sterfte teruggekeerd kon worden naar de oude levenswijze.
Net als bij de tammere dieren van het commensale pad, trad ook bij deze volgzamere dieren het domesticatiesyndroom op.

### Gestuurd pad
Het gestuurde pad was wel een bewust streven naar domesticatie waarbij de dieren niet noodzakelijk gedrag vertoonden dat ze in de buurt van mensen bracht. Nadat het proces bekend was geworden door de eerdere domesticaties, werden zo paarden, ezels en kamelen gedomesticeerd. Hoewel ook op deze dieren wel gejaagd werd voor voedsel, werden zij vooral voor transport gebruikt. Ook hier speelde tamheid een belangrijke rol, wat maakte dat gazellen en zebra's nooit werden gedomesticeerd. Kleinere huisdieren volgden, zoals in 1930 de goudhamster.
|      |      |      |      |      |      |  |  | Anthropofilie | Anthropofilie | Anthropofilie | Anthropofilie | Anthropofilie | Anthropofilie |  |  | Habituatie                  | Habituatie                  | Habituatie                  | Habituatie                  | Habituatie                  | Habituatie                  |  |  | Commensalisme of partnerschap                                           | Commensalisme of partnerschap                                           | Commensalisme of partnerschap                                           | Commensalisme of partnerschap                                           | Commensalisme of partnerschap                                           | Commensalisme of partnerschap                                           |  |  |                                                                  |                                                                  |                                                                  |                                                                  |                                                                  |                                                                  |  |  |                   |                   |                   |                   |                   |                   |
|      |      |      |      |      |      |  |  | Anthropofilie | Anthropofilie | Anthropofilie | Anthropofilie | Anthropofilie | Anthropofilie |  |  | Habituatie                  | Habituatie                  | Habituatie                  | Habituatie                  | Habituatie                  | Habituatie                  |  |  | Commensalisme of partnerschap                                           | Commensalisme of partnerschap                                           | Commensalisme of partnerschap                                           | Commensalisme of partnerschap                                           | Commensalisme of partnerschap                                           | Commensalisme of partnerschap                                           |  |  |                                                                  |                                                                  |                                                                  |                                                                  |                                                                  |                                                                  |  |  |                   |                   |                   |                   |                   |                   |
|      |      |      |      |      |      |  |  |               |               |               |               |               |               |  |  |                             |                             |                             |                             |                             |                             |  |  |                                                                         |                                                                         |                                                                         |                                                                         |                                                                         |                                                                         |  |  |                                                                  |                                                                  |                                                                  |                                                                  |                                                                  |                                                                  |  |  |                   |                   |                   |                   |                   |                   |
| Wild | Wild | Wild | Wild | Wild | Wild |  |  | Prooi         | Prooi         | Prooi         | Prooi         | Prooi         | Prooi         |  |  | Beheersing van wilde dieren | Beheersing van wilde dieren | Beheersing van wilde dieren | Beheersing van wilde dieren | Beheersing van wilde dieren | Beheersing van wilde dieren |  |  | Extensieve veeteelt, beheersing van gevangen dieren en extensief fokken | Extensieve veeteelt, beheersing van gevangen dieren en extensief fokken | Extensieve veeteelt, beheersing van gevangen dieren en extensief fokken | Extensieve veeteelt, beheersing van gevangen dieren en extensief fokken | Extensieve veeteelt, beheersing van gevangen dieren en extensief fokken | Extensieve veeteelt, beheersing van gevangen dieren en extensief fokken |  |  | Intensieve veeteelt, dieren in gevangenschap en intensief fokken | Intensieve veeteelt, dieren in gevangenschap en intensief fokken | Intensieve veeteelt, dieren in gevangenschap en intensief fokken | Intensieve veeteelt, dieren in gevangenschap en intensief fokken | Intensieve veeteelt, dieren in gevangenschap en intensief fokken | Intensieve veeteelt, dieren in gevangenschap en intensief fokken |  |  | Vee en huisdieren | Vee en huisdieren | Vee en huisdieren | Vee en huisdieren | Vee en huisdieren | Vee en huisdieren |
| Wild | Wild | Wild | Wild | Wild | Wild |  |  | Prooi         | Prooi         | Prooi         | Prooi         | Prooi         | Prooi         |  |  | Beheersing van wilde dieren | Beheersing van wilde dieren | Beheersing van wilde dieren | Beheersing van wilde dieren | Beheersing van wilde dieren | Beheersing van wilde dieren |  |  | Extensieve veeteelt, beheersing van gevangen dieren en extensief fokken | Extensieve veeteelt, beheersing van gevangen dieren en extensief fokken | Extensieve veeteelt, beheersing van gevangen dieren en extensief fokken | Extensieve veeteelt, beheersing van gevangen dieren en extensief fokken | Extensieve veeteelt, beheersing van gevangen dieren en extensief fokken | Extensieve veeteelt, beheersing van gevangen dieren en extensief fokken |  |  | Intensieve veeteelt, dieren in gevangenschap en intensief fokken | Intensieve veeteelt, dieren in gevangenschap en intensief fokken | Intensieve veeteelt, dieren in gevangenschap en intensief fokken | Intensieve veeteelt, dieren in gevangenschap en intensief fokken | Intensieve veeteelt, dieren in gevangenschap en intensief fokken | Intensieve veeteelt, dieren in gevangenschap en intensief fokken |  |  | Vee en huisdieren | Vee en huisdieren | Vee en huisdieren | Vee en huisdieren | Vee en huisdieren | Vee en huisdieren |
|      |      |      |      |      |      |  |  |               |               |               |               |               |               |  |  |                             |                             |                             |                             |                             |                             |  |  |                                                                         |                                                                         |                                                                         |                                                                         |                                                                         |                                                                         |  |  |                                                                  |                                                                  |                                                                  |                                                                  |                                                                  |                                                                  |  |  |                   |                   |                   |                   |                   |                   |
|      |      |      |      |      |      |  |  |               |               |               |               |               |               |  |  |                             |                             |                             |                             |                             |                             |  |  |                                                                         |                                                                         |                                                                         |                                                                         |                                                                         |                                                                         |  |  |                                                                  |                                                                  |                                                                  |                                                                  |                                                                  |                                                                  |  |  |                   |                   |                   |                   |                   |                   |
|      |      |      |      |      |      |  |  |               |               |               |               |               |               |  |  |                             |                             |                             |                             |                             |                             |  |  |                                                                         |                                                                         |                                                                         |                                                                         |                                                                         |                                                                         |  |  |                                                                  |                                                                  |                                                                  |                                                                  |                                                                  |                                                                  |  |  |                   |                   |                   |                   |                   |                   |

Domesticatie volgens commensaal pad, prooi-pad en gestuurd pad

### Tamme gevangenen
Een deel van de dieren die door de mens worden gehouden, groeien in het wild op. Deze tamme gevangenen kunnen moeizaam te fokken zijn in gevangenschap, zoals jachtluipaarden, valken en olifanten. Bij olifant speelt ook mee dat het jong jarenlang afhankelijk is van de moeder. In gevangenschap zijn ze weliswaar aan de mens onderworpen, maar dit leidt bij de volgende generatie niet tot genetische veranderingen.

## Domesticatiecentra
Lang werd gedacht dat er een beperkt aantal centra waren van waaruit akkerbouw zich verspreidde. Tegenwoordig worden er voor de domesticatie van planten minstens twaalf en mogelijk meer dan twintig van deze centra onderscheiden.
Voor dieren werd ook uitgegaan van eenmalige domesticaties voor alle dieren, afgezien van varkens die in Oost-Azië onafhankelijk gedomesticeerd zouden zijn. Via onderzoek op basis van mitochondriaal DNA leken veel dieren veel vaker onafhankelijk gedomesticeerd te zijn. Bij vroeg onderzoek met mitochondriaal DNA kon echter moeilijk onderscheid worden gemaakt tussen kruisingen die het resultaat waren van de domesticatie van geografisch en genetisch verschillende wilde populaties en kruisingen als gevolg van de introgressie van wilde in gedomesticeerde populaties. In het eerste geval is domesticatie veel en makkelijk opgetreden, in het tweede geval treedt het zelden op, maar is er veel genenstroom tussen wilde en gedomesticeerde populaties.
Door nieuwe technieken is duidelijk geworden dat genenstroom niet alleen veel voorkomt tussen wilde en gedomesticeerde populaties, maar ook tussen gedomesticeerde populaties onderling. Zo is bij gedomesticeerde varkens die zijn overgebracht naar een andere gebied mitochondriaal DNA van lokaal wild zwijn aangetroffen en zijn de gele poten van de kip afkomstig van de sonnerathoen. Bij veel andere gedomesticeerde dieren zijn zo genen van wilde soortgenoten terug te vinden. Daardoor kunnen bepaalde gedomesticeerde soorten meer overeenkomsten hebben met de wilde soortgenoten in hun nieuwe gebied dan met de wilde voorouder die domesticeerde. De variatie ten gevolge van introgressieve hybridisatie wijst dan ook niet op een nieuw domesticatiecentrum.
Vanuit bestaande diersoorten kunnen domesticatiecentra dus niet goed worden afgeleid. Hiertoe is onderzoek naar oude dierlijke resten nodig. Dit lijkt erop te wijzen dat er mogelijk slechts drie vroege domesticatiecentra zijn geweest, aanmerkelijk minder dan die voor planten. Deze gebieden zijn het Nabije Oosten, Centraal-China en de Andes. Ook binnen die gebieden vond domesticatie maar beperkt plaats, zodat het lijkt dat vroege domesticatie zeldzaam was.
De vroegste domesticaties volgden allemaal het commensale pad, met de hond als eerste.

### Commensaal
De hond stamt af van de grijze wolf. De hond was het eerste dier dat gedomesticeerd werd, als enige voor de neolithische revolutie en de komst van landbouw. Nog onzeker is waar, wanneer en hoe vaak. De domesticatie van de hond was in ieder geval voor het einde van het Pleistoceen zover gevorderd dat ze wijdverspreid waren in Eurazië toen de mens nog jager-verzamelaar was. Na de onbewuste habituatie zal daarna een bewustere selectiedruk door de mens zijn toegepast tot uiteindelijk kunstmatige selectie op zeer specifieke eigenschappen. Dat commensale domesticatie vroeg begon, zou kunnen blijken uit een fossiel van 31.700 jg uit de grotten van Goyet in België dat al duidelijk afwijkt van de wolf en meer weg heeft van de prehistorische hond. Dit exemplaar is niet de voorouder van de moderne hond, maar een uitgestorven zustergroep. Ook in Oekraïne werden dergelijke vroege fossielen gevonden, zodat er mogelijk meerdere centra voor de domesticatie van de paleolithische hond waren. Dat de domesticatie van de hond daadwerkelijk in het Aurignacien begon, is echter onderwerp van debat. Andere studies hebben ook een vroege divergentie tussen wolf en hond gevonden, waarbij de gemeenschappelijke voorouder voor het Laatste Glaciale Maximum moet hebben geleefd. Een moeilijkheid daarbij is dat zo'n moment van divergentie niet het begin van domesticatie hoeft te zijn. Een allopatrische splitsing kan ook een divergentie tot gevolg hebben. Daarnaast heeft de huidige wilde soort zelf ook een evolutie doorgemaakt en is dus niet de voorouder van de gedomesticeerde variant. Een genetische flessenhals of stichtereffect kan de interpretatie ook bemoeilijken. Als enkel domesticatiecentrum voor de hond zijn Europa, Centraal-Azië en Oost-Azië voorgesteld. Een andere mogelijkheid is dat er twee domesticaties zijn geweest, een in Oost-Azië en een in West-Eurazië, waarna de Oost-Aziatische hond de West-Euraziatische hond gedeeltelijk verving.

De kat werd zo'n 9000 jg van de Afrikaanse wilde kat gedomesticeerd, aangetrokken door synantrope dieren als muizen die op graan afkwamen. Domesticatie vond vanaf zo'n 9000 jg zowel in het oude Nabije Oosten als in het oude Egypte plaats.
Varkens hebben mogelijk het commensale pad gevolgd, maar zijn ook bejaagd. Zowel in China als in Europa waren ze al vroeg aanwezig, wat zou wijzen op het commensale pad, evenals hun vermogen om menselijk afval te verwerken. Net als bij de hond zijn een kleinere schedel en korter wordende tanden een kenmerk van domesticatie.
De rijstcultuur in oostelijk Azië trok onder meer de rode kamhoen aan die zou domesticeren tot de kip. Aanvankelijk werd gedacht dat dit zo'n 8000 jg had plaatsgevonden, maar de botresten waarop dit onderzoek was gebaseerd, bleken afkomstig van een fazant. Onderzoek in de Indusvallei wijst op een domesticatie zo'n 4500-4000 jg. Van eenden en ganzen is minder bekend, maar de tamme eend was zo'n 500 v.Chr. gedomesticeerd in Centraal-China, terwijl toen ook de zwaangans gedomesticeerd was tot de Chinese tamme gans. Rond het begin van de jaartelling werd bij de Jangtsekiang ook de kroeskarper gedomesticeerd in rijstvelden.
Ook de rotsduif werd zo'n 5000 jg gedomesticeerd tot huisduif in het Nabije Oosten, terwijl rond die tijd in de Andes de cavia op keukenafval afkwam en domesticeerde tot huiscavia.

### Prooi
Schapen, geiten en runderen werden waarschijnlijk tussen 10.500 en 10.000 jg gedomesticeerd in het Nabije Oosten volgens het prooi-pad. Rond deze tijd werden hier ook granen en peulvruchten gedomesticeerd.
Er zijn aanwijzingen dat de beheersing van de wilde bezoargeit (Capra aegagrus) al zo'n 10.500 jg werd gestart, waarna in Anatolië vanaf zo'n 10.000 jg fenotypes van domesticatie gevonden zijn. Andere wilde populaties werden gedomesticeerd in andere regio's van het oude Nabije Oosten. Deze droegen in verschillende mate bij aan gedomesticeerde geiten in Azië, Afrika en Europa.
In Aşıklı Höyük begon zo'n 10.200 jg een overgang van de breedspectrumjacht op kleinere dieren naar de grotere schapen. Zo'n 9500 jg bestond het aantal dieren daar voor zo'n 90% uit moeflons (Ovis orientalis), op dat moment nog vooral wilde dieren in gevangenschap. Ook schapen zijn waarschijnlijk op meerdere locaties van verschillende populaties gedomesticeerd.
De zeboe is mogelijk rond 8500 jg onafhankelijk gedomesticeerd in de Indusvallei, maar kan ook voortkomen uit al gedomesticeerde runderen via introgressie. Mogelijk werden rond 10.500 jg runderen ook in het noorden van China onafhankelijk gedomesticeerd voordat runderen uit het westen geïntroduceerd werden. De komst van deze runderen uit het westen en de kruisingen daarvan maken het verhaal hier echter complex.
De waterbuffel is gedomesticeerd vanuit de wilde waterbuffel. Dit is tweemaal gebeurd, 4500-4000 jg rond de Indusvallei vanuit de rivierbuffel en vanuit de moerasbuffel, waarschijnlijk 3000-2500 jg in het oosten van India en Zuidoost-Azië.
Sinds 1980 zijn er voorstellen dat er ook in Afrika prooidieren zijn gedomesticeerd, maar de aanwijzingen daarvoor zijn mager. Zo is er geen verandering in grootte waar te nemen tot er vee uit het Nabije Oosten werd geïntroduceerd.
Rendieren nemen een bijzondere positie in, omdat ze door jager-verzamelaars zijn gedomesticeerd, wat ook maakt dat er minder archeologische vondsten zijn. Vroege pogingen begonnen mogelijk rond 6700-6200 jg, terwijl het gebruik om sledes te trekken bekend is van 6000-5000 jg. Zo'n 3000-2000 jg werd begonnen met rendierhouderij. Pas van de afgelopen 500 jaar zijn er aanwijzingen van echt gedomesticeerde kuddes, opmerkelijk genoeg niet de sedentaire, maar de migrerende soort.
Zo'n 6000-5000 jg werd in Zuid-Amerika de lama gedomesticeerd van de guanaco en de alpaca van de vicuña. De kalkoen werd 2000 jg in Mexico gedomesticeerd van de wilde kalkoen en de muskuseend 4000 jg in het westen van Zuid-Amerika van de wilde muskuseend.
In eerste instantie ging het bij de prooidieren vooral om het vlees, maar dit werd uitgebreid tijdens de secundaire productenrevolutie. Men begon daarbij ook wol, melk en eieren te gebruiken, alsook de arbeid die de dieren konden verrichten. Als trek- en lastdier vergrootten deze de productie- en transportmogelijkheden in belangrijke mate. Dat gebeurde niet overal in gelijke mate. In India werd de waterbuffel ook gehouden voor melk, maar in China alleen om te ploegen.

### Gestuurd
Veelal buiten de oorspronkelijke domesticatiecentra en na de secundaire productenrevolutie vonden gestuurde domesticaties plaats. Van de ezel zijn er twee soorten bekend clade I en II. Clade I werd gedomesticeerd van de Nubische wilde ezel, mogelijk door pastoralisten tussen Libië en de Atbarahrivier en de Rode Zee-heuvels. Een andere mogelijkheid is dat het gebeurde door pastoralisten of boeren in de noordelijke Nijlvallei. In ieder geval zijn er aanwijzingen van 5000 jg, al begon het domesticatiesyndroom pas 1000 jaar later zichtbaar te worden. Van clade II is de oorsprong onbekend.
Van de kameelachtigen (Camelidae) zijn meerdere soorten gedomesticeerd. De bactrische kameel werd zo'n 6000-4000 jg gedomesticeerd in Centraal-Azië en stamt niet af van de wilde kameel, zoals lang werd gedacht. De dromedaris werd mogelijk gedomesticeerd in het zuidoosten van Arabisch Schiereiland van de wilde dromedaris, samenvallend met de ontwikkeling daar van irrigatiestelsels met qanats 3000 jg. De lama werd zo'n 5000-3800 jg geleden gedomesticeerd van de guanaco in het hoge Puna-grasland in de Andes en zo'n 4000 jaar geleden in de centrale Andes. De alpaca werd mogelijk al eerder gedomesticeerd, zo'n 6000 jaar geleden in de puna rond Telarmachay van de vicuña.
Het wilde paard werd mogelijk al zo'n 7000 jg bereden, maar morfologische veranderingen vonden pas 5500-4000 jg plaats. Paarden werden vanaf dan gebruikt voor transport, oorlogsvoering en paardenmelk. De Botajcultuur in Centraal-Azië is de oudste cultuur waar de domesticatie van het paard heeft plaatsgevonden, zo'n 5500 jaar geleden. Het paard zou hier gedomesticeerd zijn van het nu uitgestorven wilde paard. Recenter onderzoek lijkt er echter op te wijzen dat deze domesticatie niet die van het moderne paard was, maar die van het przewalskipaard die later weer zou verwilderen. De domesticatie van het moderne paard zou westelijker hebben plaatsgevonden, met als potentiële centra Oost-Europa, de Pontisch-Kaspische Steppe, oostelijk Anatolië, het Iberisch Schiereiland, westelijk Iran en de Levant.
Apis mellifera anatoliaca-honingbijen werden in ieder geval zo'n 3000 jg gehouden in Tel Rehov in de Jordaanvallei, opmerkelijk genoeg niet de lokale Apis mellifera syriaca. Waarschijnlijk werden bijen al langer gehouden. Zo zijn er wetten uit de veertiende en dertiende eeuw v.Chr. van de Hettieten in Anatolië die zware straffen bespreken voor het stelen van bijen.
Er zijn meerdere motten die zijde produceren, zoals enkele nachtpauwogen, maar het is de zijderups (Bombyx mori) die verreweg het meest produceert. De zijderups werd zo'n 5000 jg geleden gedomesticeerd van de wilde zijderups Bombyx mandarina en de domesticatie is zover doorgevoerd dat de vlinder niet kan vliegen en volledig afhankelijk is van de mens. Het domesticatieproces begon zo'n 7500 jg en duurde tot zo'n 4000 jg. Het aanvankelijke centrum lag daarbij in China, waarna verfijningen plaatsvonden in China zelf, langs de zijderoute in Europa en de tropen en in Japan.
Met de secundaire productenrevolutie werden ook dieren gedomesticeerd die kleiner waren dan het vee dat eerder was gedomesticeerd. Vissen en klein wild als konijnen en vogels vielen hieronder. Wilde konijnen (Oryctolagus cuniculus) kwamen alleen voor op het Iberisch Schiereiland en in het zuiden van Frankrijk tot de Romeinen ze na de verovering van Iberië vanaf de eerste eeuw v.Chr. verspreidden in leporaria of omheinde tuinen door het Romeinse Rijk, waar laurices – de foetus en later ook pasgeboren konijn – als delicatesse werden beschouwd. Dit zou nog geen werkelijke domesticatie zijn, die zou pas zijn begonnen in Franse kloosters nadat paus Gregorius I in 600 zou hebben verordend dat laurices geen vlees waren, waarmee het gegeten kon worden tijdens de vastentijd. Dit blijkt echter gebaseerd op misverstanden. Morfologische veranderingen tot huiskonijn werden pas in de achttiende eeuw zichtbaar. Het domesticatieproces begon echter al veel eerder. De splitsing tussen de wilde en de gedomesticeerde variant begon mogelijk tussen 17.700 en 12.200 jaar geleden.
De gedomesticeerde parelhoen is mogelijk minder dan 2000 jg gedomesticeerd van de helmparelhoen in Mali en Soedan. In Europa werd de boerengans gedomesticeerd van de grauwe gans. Op basis van historische en archeologische gegevens wordt het oosten van de Middellandse Zee waarschijnlijk geacht. Genetisch onderzoek wordt bemoeilijkt door kruisingen met wilde grauwe ganzen en Chinese tamme ganzen. In Europa begon het proces van domesticatie van de wilde eend tot de tamme eend mogelijk al 5000 jg, maar bleef lange tijd van ondergeschikt tot geen belang. Pas rond het jaar 1000 lijkt op Öland een toename te zijn geweest, maar pas in 1587 werd voor het eerst het Zweedse woord voor tamme eend gebruikt, anka.
Er zijn aanwijzingen dat de Romeinen de Europese karper (Cyprinus carpio) uit de Donau haalden en overbrachten naar piscinae dulces.
De Romeinen gaven echter de voorkeur aan zeevissen en er is meer bekend over karpers die gehouden werden in de vijvers van landheren na de elfde eeuw. Deze Cyprinus carpio carpio zou verschillen van de Aziatische Cyprinus carpio haematopterus. Er zijn niet alleen genetische verschillen tussen de Europese en de Aziatische variant, maar er is nog een derde variant, Cyprinus carpio varidivlaceus in Zuid-Azië.

Aquacultuur in China was vroeg ontwikkeld. In 475 v.Chr. schreef Fan Li Yang Yu Ching, een verhandeling over viskweek, specifiek die van karpers. Lange tijd werd gedacht dat de goudvis (Carassius auratus) van de giebel (Carassius gibelio) afstamde, maar dit blijkt niet het geval. Onderzoek uit 2013 maakte duidelijk dat de goudvis afstamt van Carassius auratus auratus uit het zuidoosten van China, mogelijk rond Hangzhou en Jiaxing in de delta van de Jangtsekiang. Het gebied van de giebel lijkt daarentegen beperkt tot de noordelijkere rivier Amoer en Europa. Door de vele kruisingen en introgressie is de oorsprong daarvan echter moeilijk terug te vinden, maar deze wordt gedacht tussen Centraal- of Oost-Europa en Siberië te liggen.

## Selectie
Bij de kenmerken die optreden bij het domesticatiesyndroom kan onderscheid gemaakt worden tussen de initiële domesticatietrekken en latere verbeteringstrekken. Domesticatietrekken zijn veranderingen die vaste kenmerken zijn van een gedomesticeerde variant, terwijl verbeteringstrekken variëren. Bij planten zijn vele domesticatiegenen gevonden, bij dieren is nog geen gen gevonden dat gefixeerd is aan het begin van het domesticatieproces. Voor kippen leek een missense-mutatie in de TSH-receptor een kandidaat. Nader onderzoek bracht echter aan het licht dat de fixatie pas 500 jg plaatsvond.

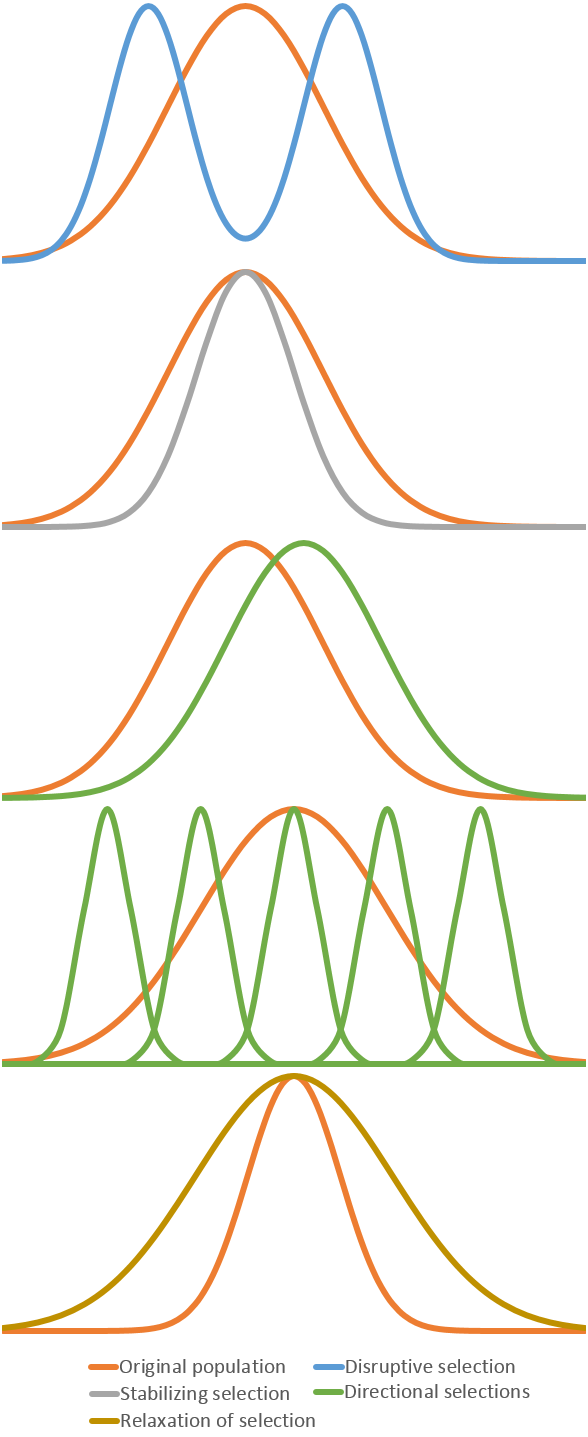
Verbrekende selectie, stabiliserende selectie, gerichte selectie, meerdere gerichte selecties en vermindering van selectie

Een ander onderscheid is in het proces van selectie. De trekken als gevolg van het domesticatiesyndroom kunnen het gevolg zijn van bewuste en onbewuste positieve of gerichte selectie, of juist een vermindering van de druk van natuurlijke selectie. Zo is de kleur van de vacht bij wilde zwijnen (Sus scrofa) uniform, terwijl deze bij varkens sterk varieert. Bij Europese en Chinese wilde zwijnen verschillen de allelen slechts in synonieme substituties, resulterend in stille mutaties die de primaire eiwitstructuur niet veranderen. In het wild is er dan ook een sterke natuurlijke negatieve selectiedruk om de schutkleur te handhaven. Afwijkende mutaties overleven het niet.

De sterk variërende kleuren bij varkens zijn echter niet slechts het gevolg van het wegvallen van die selectiedruk, maar ook van de toegenomen druk door kunstmatige selectie. Dit laatste valt onder meer af te leiden uit de verhouding tussen niet-synonieme substituties en synonieme substituties die veel hoger ligt dan 1, wat niet te verklaren valt met slechts een verminderde negatieve selectiedruk, zeker niet gezien de relatief korte periode sinds domesticatie. De zeven synonieme substituties tussen de Europese en Chinese wilde zwijnen hebben plaatsgehad in de ongeveer 900.000 jaar sinds de splitsing tussen de twee, terwijl er in de 10.000 jaar van domesticatie negen mutaties zijn geweest van het MC1R-eiwit. MC1R beperkt zich tot melanocyt, de melanine-producerende huidcellen die de huidskleur bepalen. Het is dus niet gekoppeld aan andere fenotypes, zoals wel het geval kan zijn bij domesticatietrekken. Positieve selectie blijkt ook uit de zwarte kleur die bij Europese en Chinese varkens door verschillende allelen wordt veroorzaakt.
Een vergelijkbaar proces vond plaats tijdens de domesticatie van het paard, waarbij het wilde paard alleen een wildkleur of dun had, waarna tijdens de domesticatie al snel andere vachtkleuren verschenen. Ook bij honden is het effect te zien een vermindering van selectie van meer dan 15.000 jg en daarna gerichte selecties, zowel bij mitochondriaal DNA, als bij kern-DNA. Dit resulteerde in meer variatie in fenotypes dan welk ander gedomesticeerd dier.

## Aanleg
De aanleg tot domesticatie verschilt per soort en individu. Daarbij kan onderscheid gemaakt worden in vijf categorieën van gedrag:
|                                   | Gunstige kenmerken | Ongunstige kenmerken |
| --------------------------------- | --- | --- |
| Sociale structuur                 | Grote groep sociale kuddedieren Hiërarchische groepsstructuur Mannetjes aangesloten bij kudde                             | Familiegroepen Territoriale structuur Mannetjes in aparte groepen                                                                                                   |
| Seksueel gedrag                   | Promiscue paringssysteem Mannetjes domineren vrouwtjes (intraseksuele selectie) Seksuele signalen via beweging of houding | Monogaam paringssysteem Vrouwtjes domineren mannetjes/ mannetjes paaien vrouwtjes (interseksuele selectie) Seksuele signalen via uiterlijke kenmerken of morfologie |
| Interactie ouder-jong             | Sociale banden ontstaan door inprenting Vrouwtjes accepteren jong vlak na baring of uitbroeden Nestvliedend jong          | Sociale banden ontstaan door specifieke kenmerken Vrouwtjes accepteren jong door specifieke kenmerken Nestblijvend jong                                             |
| Voedingsgewoontes en habitatkeuze | Omnivoor of generalist Grote ecologische amplitude Niet-beschutting zoekend                                               | Specialist Kleine ecologische amplitude Beschutting zoekend |
| Reactie op mensen                 | Korte vluchtafstand Laag reactievermogen op mensen of veranderingen in omgeving Kan aandacht vragen Eenvoudige gewenning  | Grote strijdlust en lange vluchtafstand Snel verstoord door mensen of veranderingen in omgeving Onafhankelijk/ vermijdt aandacht Moeizame gewenning                 |

Vooral de reactie op mensen is daarbij van belang. Alle gedomesticeerde dieren delen een zekere mate van tamheid.

## Domesticatiesyndroom
De vroegste domesticaties zijn onbewust geweest, al is lange tijd gedacht dat dit opzettelijk was. Zo dacht Francis Galton dat wolvenpups bewust groot werden gebracht door jager-verzamelaars. Zoals ook bij planten vertonen gedomesticeerde dieren het domesticatiesyndroom, de morfologische en gedragsveranderingen die optreden bij gedomesticeerde dieren, zoals tamheid, vlekkerige pigmentatie van de vacht, hangende oren en een kleiner lijf met een kop die de kenmerken heeft vergelijkbaar met een onvolwassen wild dier, pedomorfose. Charles Darwin beschreef dit fenomeen al in The Origin of Species uit 1859, waarbij hij dacht dat de oorzaak lag in een veranderd levenspatroon. Een andere verklaring zag hij in het kruisen van verschillende soorten. Anders dan bij planten bleven de werkelijke mechanismes achter het fenomeen echter nog lang onduidelijk.

### Pleiotropische effecten

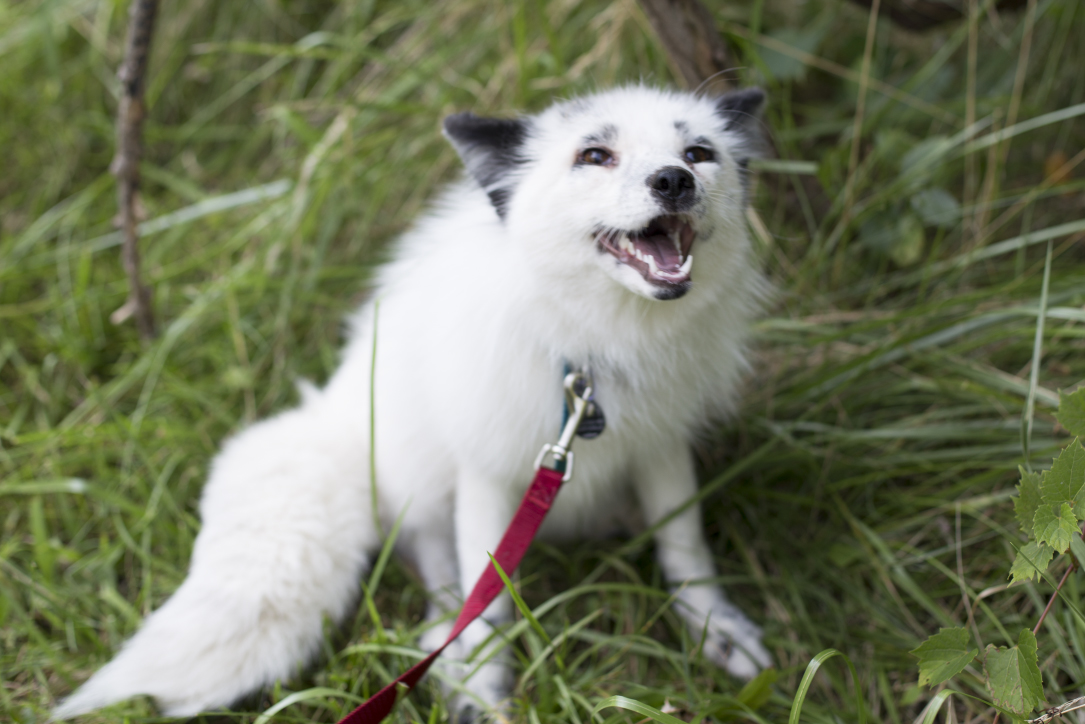
Een gedomesticeerde vos

Geneticus Dmitri Beljajev begon in 1959 een experiment met wilde zilvervossen. Hij vroeg zich af of selectie op tamheid gevolgen had voor genetische veranderingen die op hun beurt ook weer anatomische en fysiologische gevolgen hadden. Door bewuste kunstmatige selectie wisten ze in enkele decennia een gedomesticeerde vos te fokken. Daarbij trad ook het domesticatiesyndroom op met zijn bijbehorende lichamelijke veranderingen. Bij de tiende generatie viel zo'n 18% in de elite-categorie, in de twintigste zo'n 35% en in 2009, met ondertussen Lyudmila Trut als hoofd van het onderzoek, zo'n 70 tot 80%. De dieren lieten niet alleen een verandering zien in gedrag, er werden ook fysiologische veranderingen waargenomen. Uit dit onderzoek is duidelijk geworden dat de gehele set van kenmerken van het domesticatiesyndroom kan worden verkregen door slechts op een kenmerk te selecteren, de tamheid. Hiermee leek het domesticatiesyndroom een geheel te vormen en niet een toevallig samenvallende reeks van individuele kenmerken. Dat suggereert pleiotropie waarbij een enkel gen verantwoordelijk is voor meerdere fenotypische verandering.
Een onderzoek waarbij 60 generaties bruine ratten (Rattus norvegicus) geselecteerd werden op tamheid vond echter wel twee loci voor tamheid en een voor vachtkleur, maar deze overlappen elkaar niet, zodat er geen genetische aanwijzingen zijn dat gedrag en vachtkleur verband met elkaar houden.
Meer onderzoek is nodig om te verklaren hoe het kan dat veel kenmerken van het domesticatiesyndroom vaak samen voorkomen. Pleiotropie lijkt wel voor te komen, maar van minder belang dan aanvankelijk gedacht. Een andere mogelijkheid is dat een genencluster hiervoor verantwoordelijk is.

### Vermindering hersenomvang

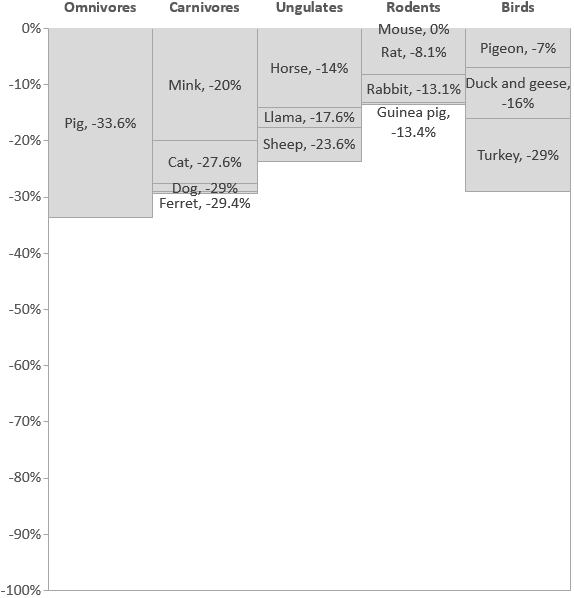
Vermindering van hersenomvang van gedomesticeerde dieren

Een van de meest dramatische effecten is de vermindering van de hersenomvang van een flink aantal gedomesticeerde dieren ten opzichte van hun wilde voorouders. Bij het varken is de hersenomvang met een derde afgenomen, gecorrigeerd voor lichaamsgewicht, en bij de hond is dat niet veel minder. Bij herbivoren is het effect minder groot en bij knaagdieren is dat nog minder. Over het algemeen geldt dat hoe groter de hersenen en hoe meer er sprake is van gyrificatie of plooiing van de hersenschors, hoe groter de afname. De tijd sinds domesticatie lijkt daarentegen niet gerelateerd aan de afname. Zo heeft de pas zo'n 100 jaar geleden gedomesticeerde Amerikaanse nerts al 20% minder hersenomvang. Ook de vossen van Belyaev hadden al snel een kleinere hersenomvang, waarmee dit effect al vroeg tijdens het domesticatieproces lijkt op te treden.
Binnen de vermindering van de hersenomvang valt vooral het limbisch systeem op dat meer dan gemiddeld vermindert. Het limbisch systeem is betrokken bij onder meer emotie en geheugen via het endocrien systeem en het autonoom zenuwstelsel en de vermindering ervan is van invloed op gedrag als agressie, angst en vluchten en daarmee van groot belang voor het domesticatieproces. Doordat schrikreacties verminderden, vergrootten de dieren hun fitness binnen het gedomesticeerde leven.

### Verwildering
Verwilderde dieren kunnen een deel van het domesticatiesyndroom weer verliezen, zoals verwilderde varkens op de Galapagoseilanden die weer langere poten en snuit kregen zoals het wilde zwijn. Voor hersenomvang zijn er echter bij wilde honden, katten, geiten, ezels, varkens en fretten ook na honderd generaties in het wild geen aanwijzingen dat deze weer toeneemt. Dat geldt zelfs voor de duizenden jaren geleden verwilderde dingo's en Cypriotische moeflons. Ook het jachtpatroon verschilt van die van wilde dieren. Zo zijn verwilderde dieren ten dele aangewezen op menselijke aanwezigheid en jagen ze op eenvoudigere prooien. Domesticatie lijkt dan ook niet volledig terug te draaien.